# Kenny Carr
Kenneth Carr, född 15 augusti 1955 i Washington D. C., är en amerikansk idrottare som tog OS-guld i basket 1976 i Montréal. Detta var USA:s åttonde guld i herrbasket i olympiska sommarspelen.